# Another Day in Paradise (nummer)
Another Day in Paradise is een single van zanger Phil Collins, de eerste van zijn album But Seriously. Het nummer werd geschreven om aandacht te geven aan daklozen. Het werd een nummer 1-hit in Amerika. Ook in de Nationale Hitparade kwam het nummer op één. In de Nederlandse Top 40 bleef het steken op twee. De producers Phil Collins en Hugh Padgham wonnen in 1991 een Grammy Award voor Record of the Year.

## Hitnotering
| "Another Day in Paradise" in de Nederlandse Top 40 - binnen: 04-11-1989 | "Another Day in Paradise" in de Nederlandse Top 40 - binnen: 04-11-1989 | "Another Day in Paradise" in de Nederlandse Top 40 - binnen: 04-11-1989 | "Another Day in Paradise" in de Nederlandse Top 40 - binnen: 04-11-1989 | "Another Day in Paradise" in de Nederlandse Top 40 - binnen: 04-11-1989 | "Another Day in Paradise" in de Nederlandse Top 40 - binnen: 04-11-1989 | "Another Day in Paradise" in de Nederlandse Top 40 - binnen: 04-11-1989 | "Another Day in Paradise" in de Nederlandse Top 40 - binnen: 04-11-1989 | "Another Day in Paradise" in de Nederlandse Top 40 - binnen: 04-11-1989 | "Another Day in Paradise" in de Nederlandse Top 40 - binnen: 04-11-1989 | "Another Day in Paradise" in de Nederlandse Top 40 - binnen: 04-11-1989 | "Another Day in Paradise" in de Nederlandse Top 40 - binnen: 04-11-1989 | "Another Day in Paradise" in de Nederlandse Top 40 - binnen: 04-11-1989 | "Another Day in Paradise" in de Nederlandse Top 40 - binnen: 04-11-1989 |
| Week                                                                    | 1                                                                       | 2                                                                       | 3                                                                       | 4                                                                       | 5                                                                       | 6                                                                       | 7                                                                       | 8                                                                       | 9                                                                       | 10                                                                      | 11                                                                      | 12                                                                      |                                                                         |
| ----------------------------------------------------------------------- | ----------------------------------------------------------------------- | ----------------------------------------------------------------------- | ----------------------------------------------------------------------- | ----------------------------------------------------------------------- | ----------------------------------------------------------------------- | ----------------------------------------------------------------------- | ----------------------------------------------------------------------- | ----------------------------------------------------------------------- | ----------------------------------------------------------------------- | ----------------------------------------------------------------------- | ----------------------------------------------------------------------- | ----------------------------------------------------------------------- | ----------------------------------------------------------------------- |
| Nummer                                                                  | 31                                                                      | 14                                                                      | 7                                                                       | 3                                                                       | 2                                                                       | 2                                                                       | 2                                                                       | 3                                                                       | 5                                                                       | 10                                                                      | 14                                                                      | 30                                                                      | uit                                                                     |

| "Another Day in Paradise" in de Nederlandse Single Top 100 - binnen: 04-11-1989 | "Another Day in Paradise" in de Nederlandse Single Top 100 - binnen: 04-11-1989 | "Another Day in Paradise" in de Nederlandse Single Top 100 - binnen: 04-11-1989 | "Another Day in Paradise" in de Nederlandse Single Top 100 - binnen: 04-11-1989 | "Another Day in Paradise" in de Nederlandse Single Top 100 - binnen: 04-11-1989 | "Another Day in Paradise" in de Nederlandse Single Top 100 - binnen: 04-11-1989 | "Another Day in Paradise" in de Nederlandse Single Top 100 - binnen: 04-11-1989 | "Another Day in Paradise" in de Nederlandse Single Top 100 - binnen: 04-11-1989 | "Another Day in Paradise" in de Nederlandse Single Top 100 - binnen: 04-11-1989 | "Another Day in Paradise" in de Nederlandse Single Top 100 - binnen: 04-11-1989 | "Another Day in Paradise" in de Nederlandse Single Top 100 - binnen: 04-11-1989 | "Another Day in Paradise" in de Nederlandse Single Top 100 - binnen: 04-11-1989 | "Another Day in Paradise" in de Nederlandse Single Top 100 - binnen: 04-11-1989 | "Another Day in Paradise" in de Nederlandse Single Top 100 - binnen: 04-11-1989 | "Another Day in Paradise" in de Nederlandse Single Top 100 - binnen: 04-11-1989 | "Another Day in Paradise" in de Nederlandse Single Top 100 - binnen: 04-11-1989 | "Another Day in Paradise" in de Nederlandse Single Top 100 - binnen: 04-11-1989 |
| Week                                                                            | 1                                                                               | 2                                                                               | 3                                                                               | 4                                                                               | 5                                                                               | 6                                                                               | 7                                                                               | 8                                                                               | 9                                                                               | 10                                                                              | 11                                                                              | 12                                                                              | 13                                                                              | 14                                                                              | 15                                                                              |                                                                                 |
| ------------------------------------------------------------------------------- | ------------------------------------------------------------------------------- | ------------------------------------------------------------------------------- | ------------------------------------------------------------------------------- | ------------------------------------------------------------------------------- | ------------------------------------------------------------------------------- | ------------------------------------------------------------------------------- | ------------------------------------------------------------------------------- | ------------------------------------------------------------------------------- | ------------------------------------------------------------------------------- | ------------------------------------------------------------------------------- | ------------------------------------------------------------------------------- | ------------------------------------------------------------------------------- | ------------------------------------------------------------------------------- | ------------------------------------------------------------------------------- | ------------------------------------------------------------------------------- | ------------------------------------------------------------------------------- |
| Nummer                                                                          | 43                                                                              | 11                                                                              | 5                                                                               | 4                                                                               | 2                                                                               | 2                                                                               | 2                                                                               | 2                                                                               | 1                                                                               | 3                                                                               | 7                                                                               | 12                                                                              | 23                                                                              | 53                                                                              | 85                                                                              | uit                                                                             |

### NPO Radio 2 Top 2000
| Nummer met noteringen in de NPO Radio 2 Top 2000 | '99 | '00 | '01 | '02 | '03 | '04 | '05 | '06 | '07 | '08 | '09 | '10 | '11 | '12 | '13 | '14 | '15 | '16 | '17 | '18 | '19 | '20 | '21 | '22 | '23 | '24 |
| ------------------------------------------------ | --- | --- | --- | --- | --- | --- | --- | --- | --- | --- | --- | --- | --- | --- | --- | --- | --- | --- | --- | --- | --- | --- | --- | --- | --- | --- |
| Another Day in Paradise                          | 113 | 253 | 233 | 225 | 166 | 207 | 250 | 323 | 567 | 281 | 436 | 439 | 367 | 322 | 286 | 392 | 413 | 406 | 390 | 316 | 344 | 337 | 373 | 360 | 357 | 305 |

1. ↑  Een vetgedrukt getal geeft de hoogste notering aan.

## Trivia
- In de Verenigde Staten is Another Day In Paradise de zevende en (tot op heden) laatste nummer 1-hit voor Phil Collins.
- Minder dan zes maanden na de uitgave van het nummer, werd het al gecoverd door de dance-act Jam Tronik. In het Verenigd Koninkrijk werd het een bescheiden hit, en belandde het op de negentiende plaats. In Nederland kwam de cover niet in de hitlijsten.
- In 2006 gebruikte Supafly Inc. de beat van Another Day In Paradise voor hun nummer Moving Too Fast. Het nummer gaat over een relatie die slecht eindigde.
- Tijdens Het vierde seizoen van The Voice of Holland in 2013 zong Wudstik tijdens de eerste liveshow een Nederlands arrangement van het lied in het kader van de tyfoon in de Filipijnen.

## Brandy & Ray-J
In 2001 werd Another Day in Paradise opnieuw opgenomen en uitgebracht door het duo (zus en broer) Brandy en Ray-J. Het nummer behaalde de vierde plaats in de Nederlandse Top 40.

## Hitnotering
| "Another Day in Paradise" in de Nederlandse Top 40 - binnen 05-05-2001 | "Another Day in Paradise" in de Nederlandse Top 40 - binnen 05-05-2001 | "Another Day in Paradise" in de Nederlandse Top 40 - binnen 05-05-2001 | "Another Day in Paradise" in de Nederlandse Top 40 - binnen 05-05-2001 | "Another Day in Paradise" in de Nederlandse Top 40 - binnen 05-05-2001 | "Another Day in Paradise" in de Nederlandse Top 40 - binnen 05-05-2001 | "Another Day in Paradise" in de Nederlandse Top 40 - binnen 05-05-2001 | "Another Day in Paradise" in de Nederlandse Top 40 - binnen 05-05-2001 | "Another Day in Paradise" in de Nederlandse Top 40 - binnen 05-05-2001 | "Another Day in Paradise" in de Nederlandse Top 40 - binnen 05-05-2001 | "Another Day in Paradise" in de Nederlandse Top 40 - binnen 05-05-2001 | "Another Day in Paradise" in de Nederlandse Top 40 - binnen 05-05-2001 | "Another Day in Paradise" in de Nederlandse Top 40 - binnen 05-05-2001 |
| Week                                                                   | 1                                                                      | 2                                                                      | 3                                                                      | 4                                                                      | 5                                                                      | 6                                                                      | 7                                                                      | 8                                                                      | 9                                                                      | 10                                                                     | 11                                                                     |                                                                        |
| ---------------------------------------------------------------------- | ---------------------------------------------------------------------- | ---------------------------------------------------------------------- | ---------------------------------------------------------------------- | ---------------------------------------------------------------------- | ---------------------------------------------------------------------- | ---------------------------------------------------------------------- | ---------------------------------------------------------------------- | ---------------------------------------------------------------------- | ---------------------------------------------------------------------- | ---------------------------------------------------------------------- | ---------------------------------------------------------------------- | ---------------------------------------------------------------------- |
| Nummer                                                                 | 14                                                                     | 7                                                                      | 4                                                                      | 4                                                                      | 4                                                                      | 5                                                                      | 8                                                                      | 14                                                                     | 24                                                                     | 24                                                                     | 29                                                                     | uit                                                                    |

| "Another Day in Paradise" in de Nederlandse Single Top 100 - binnen: 21-04-2001 | "Another Day in Paradise" in de Nederlandse Single Top 100 - binnen: 21-04-2001 | "Another Day in Paradise" in de Nederlandse Single Top 100 - binnen: 21-04-2001 | "Another Day in Paradise" in de Nederlandse Single Top 100 - binnen: 21-04-2001 | "Another Day in Paradise" in de Nederlandse Single Top 100 - binnen: 21-04-2001 | "Another Day in Paradise" in de Nederlandse Single Top 100 - binnen: 21-04-2001 | "Another Day in Paradise" in de Nederlandse Single Top 100 - binnen: 21-04-2001 | "Another Day in Paradise" in de Nederlandse Single Top 100 - binnen: 21-04-2001 | "Another Day in Paradise" in de Nederlandse Single Top 100 - binnen: 21-04-2001 | "Another Day in Paradise" in de Nederlandse Single Top 100 - binnen: 21-04-2001 | "Another Day in Paradise" in de Nederlandse Single Top 100 - binnen: 21-04-2001 | "Another Day in Paradise" in de Nederlandse Single Top 100 - binnen: 21-04-2001 | "Another Day in Paradise" in de Nederlandse Single Top 100 - binnen: 21-04-2001 | "Another Day in Paradise" in de Nederlandse Single Top 100 - binnen: 21-04-2001 | "Another Day in Paradise" in de Nederlandse Single Top 100 - binnen: 21-04-2001 | "Another Day in Paradise" in de Nederlandse Single Top 100 - binnen: 21-04-2001 | "Another Day in Paradise" in de Nederlandse Single Top 100 - binnen: 21-04-2001 | "Another Day in Paradise" in de Nederlandse Single Top 100 - binnen: 21-04-2001 | "Another Day in Paradise" in de Nederlandse Single Top 100 - binnen: 21-04-2001 |
| Week                                                                            | 1                                                                               | 2                                                                               | 3                                                                               | 4                                                                               | 5                                                                               | 6                                                                               | 7                                                                               | 8                                                                               | 9                                                                               | 10                                                                              | 11                                                                              | 12                                                                              | 13                                                                              | 14                                                                              | 15                                                                              | 16                                                                              | 17                                                                              |                                                                                 |
| ------------------------------------------------------------------------------- | ------------------------------------------------------------------------------- | ------------------------------------------------------------------------------- | ------------------------------------------------------------------------------- | ------------------------------------------------------------------------------- | ------------------------------------------------------------------------------- | ------------------------------------------------------------------------------- | ------------------------------------------------------------------------------- | ------------------------------------------------------------------------------- | ------------------------------------------------------------------------------- | ------------------------------------------------------------------------------- | ------------------------------------------------------------------------------- | ------------------------------------------------------------------------------- | ------------------------------------------------------------------------------- | ------------------------------------------------------------------------------- | ------------------------------------------------------------------------------- | ------------------------------------------------------------------------------- | ------------------------------------------------------------------------------- | ------------------------------------------------------------------------------- |
| Nummer                                                                          | 63                                                                              | 31                                                                              | 13                                                                              | 8                                                                               | 6                                                                               | 6                                                                               | 6                                                                               | 6                                                                               | 8                                                                               | 16                                                                              | 23                                                                              | 23                                                                              | 25                                                                              | 35                                                                              | 51                                                                              | 74                                                                              | 81                                                                              | uit                                                                             |

| "Another Day in Paradise" in de Vlaamse Ultratop 50 - binnen: 19-05-2001 | "Another Day in Paradise" in de Vlaamse Ultratop 50 - binnen: 19-05-2001 | "Another Day in Paradise" in de Vlaamse Ultratop 50 - binnen: 19-05-2001 | "Another Day in Paradise" in de Vlaamse Ultratop 50 - binnen: 19-05-2001 | "Another Day in Paradise" in de Vlaamse Ultratop 50 - binnen: 19-05-2001 | "Another Day in Paradise" in de Vlaamse Ultratop 50 - binnen: 19-05-2001 | "Another Day in Paradise" in de Vlaamse Ultratop 50 - binnen: 19-05-2001 | "Another Day in Paradise" in de Vlaamse Ultratop 50 - binnen: 19-05-2001 | "Another Day in Paradise" in de Vlaamse Ultratop 50 - binnen: 19-05-2001 | "Another Day in Paradise" in de Vlaamse Ultratop 50 - binnen: 19-05-2001 | "Another Day in Paradise" in de Vlaamse Ultratop 50 - binnen: 19-05-2001 | "Another Day in Paradise" in de Vlaamse Ultratop 50 - binnen: 19-05-2001 | "Another Day in Paradise" in de Vlaamse Ultratop 50 - binnen: 19-05-2001 | "Another Day in Paradise" in de Vlaamse Ultratop 50 - binnen: 19-05-2001 |
| Week                                                                     | 1                                                                        | 2                                                                        | 3                                                                        | 4                                                                        | 5                                                                        | 6                                                                        | 7                                                                        | 8                                                                        | 9                                                                        | 10                                                                       | 11                                                                       | 12                                                                       |                                                                          |
| ------------------------------------------------------------------------ | ------------------------------------------------------------------------ | ------------------------------------------------------------------------ | ------------------------------------------------------------------------ | ------------------------------------------------------------------------ | ------------------------------------------------------------------------ | ------------------------------------------------------------------------ | ------------------------------------------------------------------------ | ------------------------------------------------------------------------ | ------------------------------------------------------------------------ | ------------------------------------------------------------------------ | ------------------------------------------------------------------------ | ------------------------------------------------------------------------ | ------------------------------------------------------------------------ |
| Nummer                                                                   | 32                                                                       | 21                                                                       | 12                                                                       | 10                                                                       | 9                                                                        | 11                                                                       | 12                                                                       | 11                                                                       | 16                                                                       | 24                                                                       | 30                                                                       | 42                                                                       | uit                                                                      |